# Аввакумов, Сергей Иосифович
Сергей Иосифович Аввакумов (24 сентября (6 октября) 1893 Санкт-Петербург, Российская империя — 12 октября 1962, Ленинград, СССР) — советский историк.

## Биография
Родился 24 октября 1893 года в Санкт-Петербурге, в семье военного.
Окончив школу, работал счетоводом правления Акционерного общества Никополь-Мариупольских металлургических заводов и в Русско-Французском коммерческом банке. В 1914 году был отправлен на фронт Первой мировой войны. В 1915 году окончил курсы Владимирского военного училища. С 1918 года в рядах РККА. Воевал на Петроградском фронте, участвовал в подавлении Кронштадтского мятежа 1921 года. Преподаватель Военно-политической школы имени Ф. Энгельса. Одновременно со службой учился в Петроградском государственном университете.
В 1930-х годах работал в музеях Ленинграда. Преподавал в областном комвузе, Доме партпросвещения и Областной партшколе. В 1936 году ему была присуждена степень кандидата исторических наук без защиты диссертации.
В годы блокады (1942—1945) был директором Ленинградского института истории ВКП(б). В этот период под редакцией Аввакумова вышли три сборника об обороне блокадного Ленинграда «Героический Ленинград. 1917—1942 гг.» Л.: 1943, «Ленинград в Великой Отечественной войне 1941—1945 гг.» т. 1, Л.: 1944 и «Ленинград дважды орденоносный» Л.: 1945. За эту работу был награждён орденом «Знак Почёта» и медалями «За оборону Ленинграда» и «За доблестный труд в Великой Отечественной войне 1941—1945 гг.».
В 1947—1949 гг. работал заведующим ЛОИИ АН СССР. В 1949 году арестован по обвинению по Ленинградскому делу, был приговорен к 25 годам лагерей, его семью сослали на 5 лет в Кустанай. В 1954 году реабилитирован.
С 1955 года продолжил работу в ЛОИИ. Умер 12 октября 1962 года после тяжёлой болезни, развившейся у него в условиях ссылки.

## Научная деятельность
Автор книг и статей по советской истории, истории революционного движения, автор биографических работ о Кирове и Ленине. Под редакцией Аввакумова выходили сборники документов о блокадном Ленинграде. Подготовил том «Октябрьское вооруженное восстание в Петрограде», приуроченный к 40-летию Великой Октябрьской социалистической революции. В последние годы был руководителем коллектива и ответственным редактором 4 тома «Очерков истории Ленинграда». Автор главы «Ленинград в первые годы социалистической индустриализации (1926—1928 гг.)».

### Основные работы
- Аввакумов С. И. Ленин и Петербургский «Союз борьбы за освобождение рабочего класса» 1894—1897 гг. // Ленин как руководитель Ленинградской организации большевиков.. — Л., 1934.
- Аввакумов С. И. Пражская конференция.. — Пропаганда и агитация, 1936. — № 2. — С. 11—15.
- Аввакумов С. И. Борьба Ленина внутри редакции «Искры» по вопросу об отношении к либералам.. — Красная летопись, 1933. — № 3—4.
- Аввакумов С. И. Плеханов Г. В. — один из основоположников марксизма в России. (К 20-летию со дня смерти Плеханова Г. В.).. — Пропаганда и агитация, 1938. — № 12. — С. 24—31.
- Аввакумов С. И. Сергей Миронович Киров. Воспоминания ленинградских рабочих. / под ред. Аввакумова С. И., автор предисл. — Л., 1939. — 164 с.
- Аввакумов С. И. Героический Ленинград. 1917—1942.. — Л., 1943.
- Аввакумов С. И. Сергей Миронович Киров. 1886—1934.. — Л.: Госполитиздат, 1944.
- Аввакумов С. И. Ленинград дважды орденоносный. Сборник документов. / отв. ред. Аввакумов С. И. — Л., 1945.
- Аввакумов С. И. К пятидесятилетию I съезда Российской социал-демократической рабочей партии.. — Коммунист. Вильнюс, 1948. — № 3. — С. 39—46.
- Аввакумов С. И. Борьба петроградских большевиков за осуществление ленинского плана Октябрьского восстания. // Октябрьское вооруженное восстание в Петрограде.. — СПб. М.:. — Л., 1957. — С. 7—61.
- Аввакумов С. И. Революционное движение в России в августе 1917 г. Разгром Корниловского мятежа. // Великая Октябрьская социалистическая революция. / Документы и материалы. / сост., чл. редколлегии. — М.: АН СССР, 1959.
- Аввакумов С. И. Ленинград в первые годы социалистической индустриализации СССР [1926—1928 гг.]. // Очерки истории Ленинграда.. — Л., 1964. — Т. 4 М.:. — С. 269—295.